# Zalakaros
Zalakaros is een stadje (város), kuuroord en gemeente in het Hongaarse comitaat Zala. Zalakaros telde 1748 inwoners in 2007 en 1.939 inwoners in 2016.
In Zalakaros werd in 1962 een warmwaterbron ontdekt en in 1965 werd het thermaalbad geopend. Het thermaal water is rijk aan mineralen en is onder andere goed voor reumapatiënten. Sinds 1965 is het stadje dus een belangrijk kuuroord in de provincie Zala. Ook na de omwenteling in 1989 behield de plaats haar toeristische profiel, er kwam echter wel concurrentie van nieuwe kuuroorden in de omgeving.
Zalakaros kreeg in 1997 stadsrechten van de Hongaarse president en is daarmee de kleinste stad van Hongarije.
De omgeving van Zalakaros is aantrekkelijk voor toeristen. Het gebied is bekend om de wijngaarden en fruitteelt en is heuvelachtig. Het natuurgebied Kis-Balaton is vlakbij en ook het Balatonmeer ligt niet ver van Zalakaros.